# Insentiraja
Insentiraja is een geslacht van kraakbeenvissen uit de familie van de Arhynchobatidae (langstaartroggen).

## Soorten
- Insentiraja laxipella (Yearsley & Last, 1992)
- Insentiraja subtilispinosa (Stehmann, 1989)